# إتش إم إس دريدنوت (1906)
إتش إم إس دريدنوت (بالإنجليزية:  HMS Dreadnought)‏ هي بارجة حربية للبحرية الملكية البريطانية التي أحدثت ثورة في القوة البحرية.